# Blossia setifera
Espèce
Blossia setifera est une espèce de solifuges de la famille des Daesiidae.

## Distribution
Cette espèce est endémique du Zimbabwe.

## Description
Le mâle holotype mesure 10 mm.

## Publication originale
- Pocock, 1900 : Some new or little-known Thelyphonidae and Solifugae. Annals and Magazine of Natural History, sér. 7, vol. 5, p. 294-306 (texte intégral).